# Santeuil (Eure-et-Loir)
Santeuil ist eine französische Gemeinde mit 324 Einwohnern (Stand: 1. Januar 2022) im Département Eure-et-Loir in der Region Centre-Val de Loire (bis 2015 Centre). Die Gemeinde gehört zum Arrondissement Chartres und zum 2012 gegründeten Gemeindeverband Chartres Métropole. 

## Geografie
Santeuil liegt im Norden der Landschaft Beauce, 23 Kilometer ostsüdöstlich von Chartres und etwa 70 Kilometer südwestlich von Paris. Umgeben wird Santeuil von den Nachbargemeinden Saint-Léger-des-Aubées im Norden, Denonville im Osten, Ouarville im Süden und Osten, Moinville-la-Jeulin im Südwesten sowie Voise im Westen und Nordwesten.

## Bevölkerungsentwicklung
| Jahr                       | 1962 | 1968 | 1975 | 1982 | 1990 | 1999 | 2006 | 2018 |
| Einwohner                  | 219  | 204  | 176  | 205  | 244  | 242  | 264  | 320  |
| Quellen: Cassini und INSEE |      |      |      |      |      |      |      |      |

## Sehenswürdigkeiten
- Kirche Saint-Georges-et-Saint-Gilles, Monument historique seit 1907

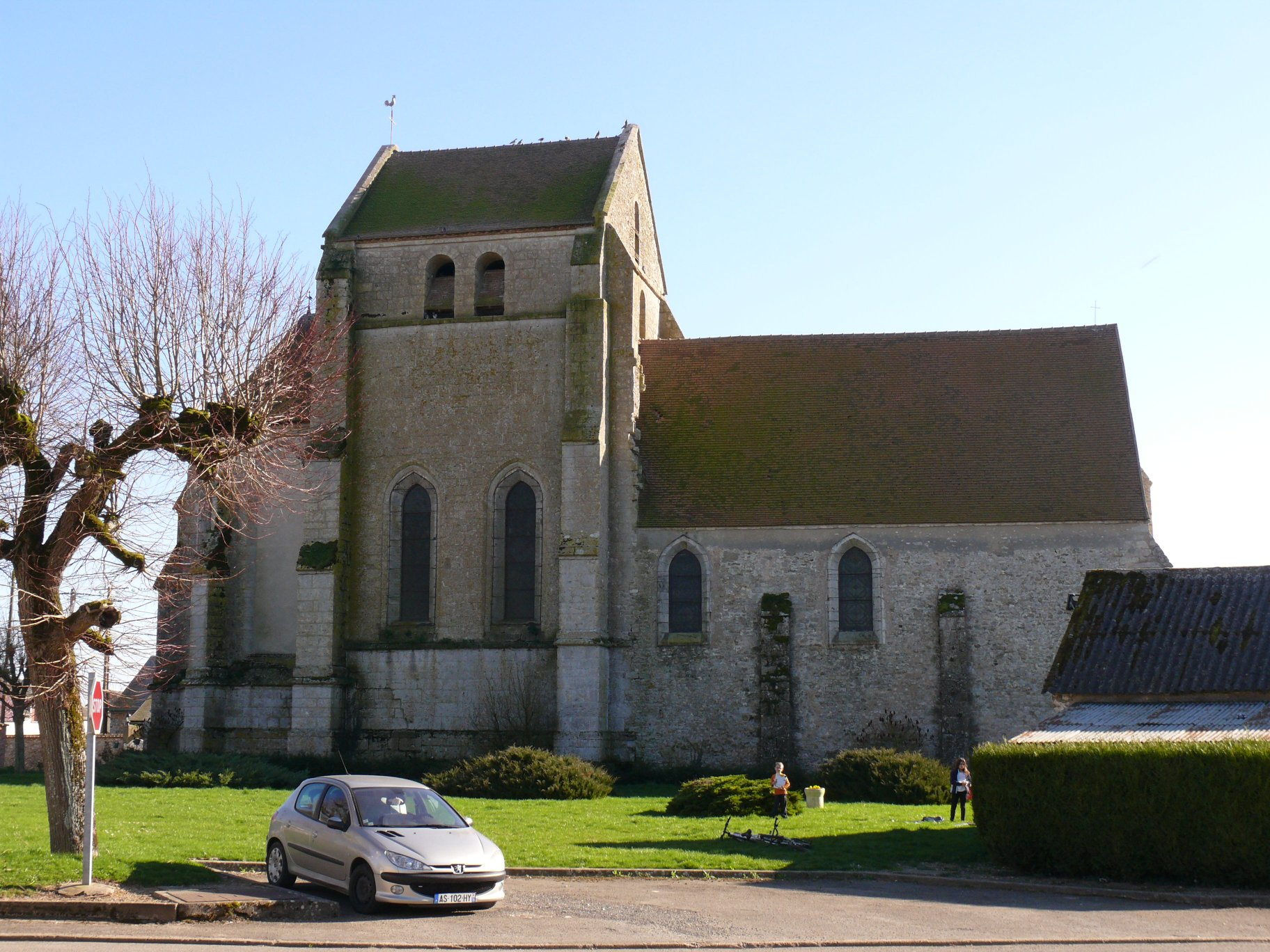
Kirche Saint-Georges-et-Saint-Gilles